# Sîrdaria
Sîrdaria (în uzbecă Sirdaryo; în kazahă Сырдарья; în tadjikă Сирдарё; în perioada antică gr. Jaxartes) este cel mai lung râu din Asia Centrală, cu o lungime de 2.212 km. Bazinul său are o suprafață de 150.000 km², ce include țări precum Uzbekistan, Tadjikistan, Kazahstan.

## Cursul apei
Fluviul Sîrdaria ia naștere în munții Tian-Șan din Uzbekistanul de est, prin unirea (confluența) râurilor Narâna (izvorăște pe teritoriul Kîrgîzstanului având 807 km lungime) și Kara Darya (izvorăște pe teritoriul Kîrgîzstanului, având 180 km lungime). Curge spre vest, parcurcând teritoriul Uzbekistanului, Kazahstanului și Tadjikistanului, vărsându-se apoi în Marea Aral.